# The Siren's Necklace
The Siren's Necklace è un cortometraggio muto del 1909 diretto da Van Dyke Brooke.

## Trama
In un villaggio in riva al mare, Jean Perthe, giovane pescatore, cerca di conquistare l'amore della bella Susette. Coi suoi poveri mezzi, acquista per lei una collana, pallida imitazione di un vezzo di perle. Ma il dono provoca il disdegno della fanciulla che non apprezza neanche la serenata che le dedica il suo innamorato. Il canto del pescatore, invece, attira dalle profondità del mare una sirena che cerca di portare via con sé Jean. Lui, deluso dall'atteggiamento di Susette, si lascia convincere e segue la sirena quando questa si tuffa, immergendosi nelle acque del mare. Le grida di Susette fanno accorrere alcuni abitanti del villaggio che, allora, si mettono anche loro a suonare e a cantare, continuando la serenata interrotta. La musica attira altre sirene e ben presto tutto il villaggio prende parte al concerto, finché non intervengono le mogli che, arrabbiate, si riportano a casa i loro uomini. In fondo all'oceano, intanto, dopo che Jean le ha raccontato le sue pene d'amore, la sirena gli fa dono di una collana di perle vere. Risalito in superficie, il pescatore ritrova l'amata Susette che ora non fa più la civetta con lui e che invece lo accoglie felice. La ragazza diventa ancora più felice quando riceve il meraviglioso vezzo di perle che Jean ha trovato in fondo al mare. La felicità è raggiunta e il pescatore non ascolta più il richiamo della sirena ammaliatrice.

## Produzione
Il film fu prodotto dalla Vitagraph Company of America.

## Distribuzione
Distribuito dalla Vitagraph Company of America, il film - un cortometraggio di 168 metri - uscì nelle sale cinematografiche statunitensi il 21 settembre 1909.
Nelle proiezioni, veniva programmato con il sistema dello split reel, accorpato in un'unica bobina con un altro cortometraggio prodotto dalla Vitagraph, The Unspoken Goodbye.